# Parobereopsis
Parobereopsis – rodzaj chrząszczy z rodziny kózkowatych i podrodziny zgrzypikowych.

## Zasięg występowania
Przedstawiciele tego rodzaju występują w Demokratycznej Republice Konga.

## Systematyka
Do Parobereopsis należą 2 gatunki:
- Parobereopsis bartolozzii
- Parobereopsis nigrosternalis